# Elena Kagan

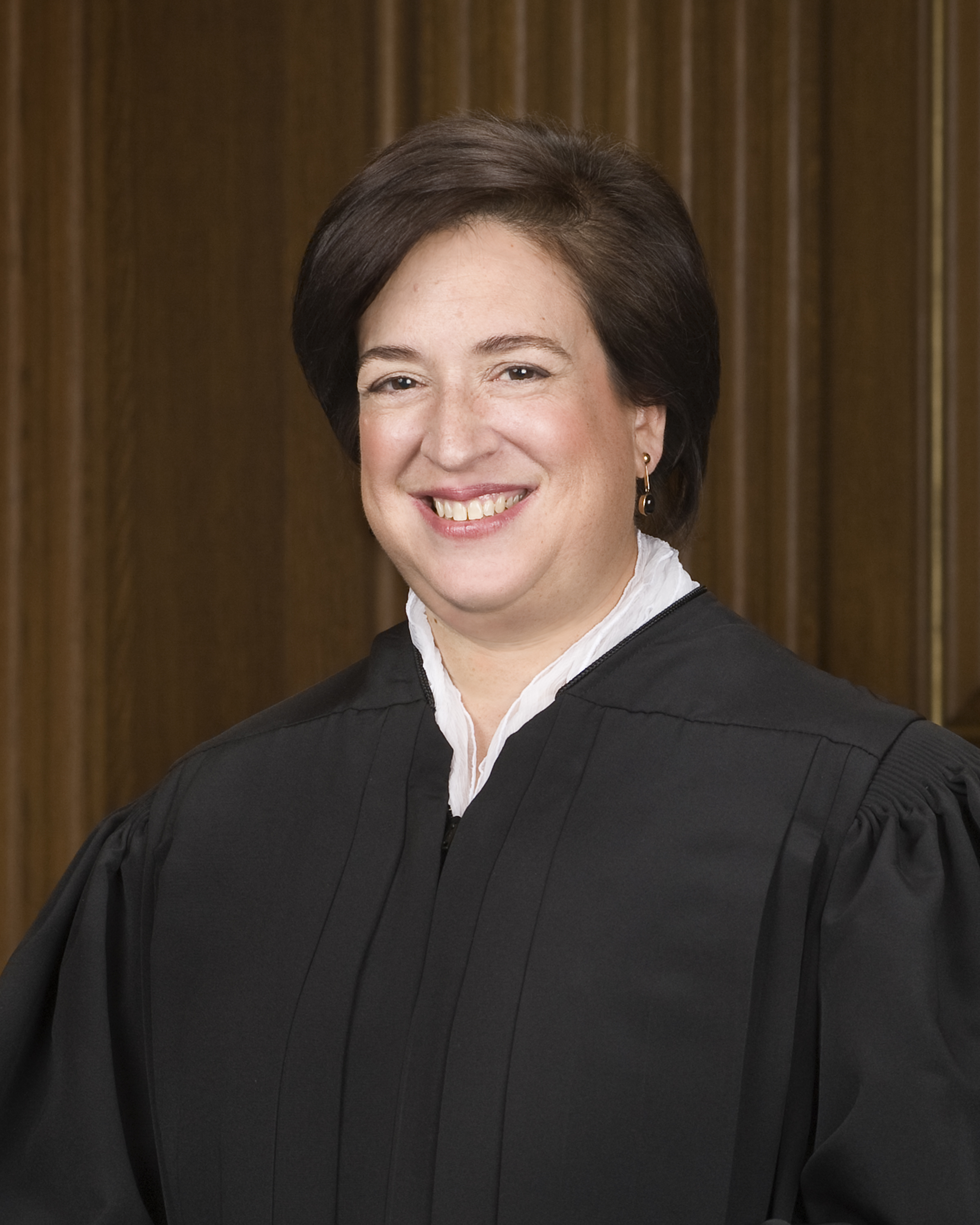
Elena Kagan

Elena Kagan [ˈkeɪɡən], född 28 april 1960 i New York, är en amerikansk jurist. Hon var tidigare USA:s riksadvokat (Solicitor General), vilket innebar att hon förde den federala regeringens talan i högsta domstolen. Den 10 maj 2010 utnämndes hon av USA:s president Barack Obama till att överta John Paul Stevens plats i USA:s högsta domstol. Senaten godkände henne 5 augusti samma år, med 63 röster mot 37.
Hon studerade vid Harvard Law School, där hon tog juristexamen (Juris Doctor) 1986. Hon hade då en redaktörstjänst på Harvard Law Review. År 1987 tjänstgjorde hon som advokatsekreterare för distriktsdomaren Abner Mikva, året därefter hade hon samma arbete hos HD-domaren Thurgood Marshall. Hon arbetade senare för advokatfirman Williams & Connolly, innan hon 1991 började vid University of Chicago Law School. År 1995 blev hon professor där.
Hon arbetade i Bill Clintons administration från 1995 till 1999, därefter arbetade hon vid Harvard Law School. År 2005 blev hon dekanus där.

## Besittningstid som domare
Ideologiskt, är Kagan en del av högsta domstolens liberala vinge. Under 2018, observerade Slate att Kagan hade korsat ideologiska linjer i flera fall och ansåg att Kagan var en del av ett centristblock tillsammans med Stephen Breyer, Anthony Kennedy och John Roberts. FiveThirtyEight observerade att Kagan röstade med sina mer liberala kamrater, Ruth Ginsburg och Sotomayor, över 90 procent av tiden.

## Privatliv
Kagan har aldrig gift sig. Under hennes bekräftelse till högsta domstolen ledde ett foto av henne spela softboll, som ibland karaktäriseras i populärkulturen som okvinnligt, till ogrundade påståenden om att Kagan var lesbisk. Hennes vänner har kritiserat ryktena. Kagans rumskamrat under juridikskolan Sarah Walzer sa: "Jag har känt henne under större delen av hennes vuxna liv och jag vet att hon är hetero."